# Liste der Naturdenkmale im Amt Malchow
Die Liste der Naturdenkmale in Amt Malchow nennt die Naturdenkmale im Amt Malchow im Landkreis Mecklenburgische Seenplatte in Mecklenburg-Vorpommern.

## Alt Schwerin
Hier sind keine Naturdenkmale bekannt.

## Fünfseen
| Bild | Nr.        | Bezeichnung   | Standort                                                                   | Beschreibung   | Schutzzweck | Verordnung |
| ---- | ---------- | ------------- | -------------------------------------------------------------------------- | -------------- | ----------- | ---------- |
| BW   | 2540/403-0 | 2 Stieleichen | Kogel nordöstlich Woldzegartener Straße (53° 24′ 14,1″ N, 12° 25′ 53,4″ O) | 1705 gepflanzt |             |            |

## Göhren-Lebbin
| Bild | Nr.        | Bezeichnung   | Standort                                                                         | Beschreibung    | Schutzzweck | Verordnung |
| ---- | ---------- | ------------- | -------------------------------------------------------------------------------- | --------------- | ----------- | ---------- |
| BW   | 2540/401-0 | Eiche         | Göhren-Lebbin Tannenweg 1 (Golfplatz) (53° 28′ 46,4″ N, 12° 29′ 30,8″ O)         | [ 2 ]           |             |            |
| BW   | 2540/402-0 | 3 Stieleichen | Untergöhren Fleesensee, Ufer Höhe Seeblick 24 (53° 29′ 32,7″ N, 12° 29′ 10,2″ O) | 1796 gepflanzt. |             |            |

## Malchow
| Bild | Nr. | Bezeichnung | Standort                                   | Beschreibung                                                                                  | Schutzzweck | Verordnung |
| ---- | --- | ----------- | ------------------------------------------ | --------------------------------------------------------------------------------------------- | ----------- | ---------- |
| BW   |     | Eiche       | Malchow (53° 29′ 52,7″ N, 12° 25′ 48,7″ O) | am Radwanderweg am Fleesensee Baum 2008 mit Naturdenkmal-Schild, aber wohl nicht in ND-Liste. |             |            |

## Nossentiner Hütte
Hier sind keine Naturdenkmale bekannt.

## Penkow
Hier sind keine Naturdenkmale bekannt.

## Silz
Hier sind keine Naturdenkmale bekannt.

## Walow
Hier sind keine Naturdenkmale bekannt.

## Zislow
Hier sind keine Naturdenkmale bekannt.